# Justyna Panfilewicz
Justyna Panfilewicz (ur. 21 lutego 1985 w Skierniewicach) – polska wokalistka rockowa, kompozytorka, autorka tekstów, interpretatorka poezji śpiewanej, pedagog, trenerka wokalna. W latach 2011–2013 wokalistka zespołu Ich Troje.

## Życiorys

### Edukacja
W 2004 ukończyła naukę w Liceum Ogólnokształcącym im. B. Prusa w Skierniewicach. W 2009 uzyskała tytuł magistra pedagogiki w zakresie Edukacji Artystycznej na Wydziału Nauk o Wychowaniu Uniwersytetu Łódzkiego.

### Kariera muzyczna
W 2008 z Tomaszem Pawłem Orłowskim utworzyła projekt muzyczny HUKzHUT. 12 czerwca 2015 zwyciężyła w konkursie SuperDebiutów podczas 52. Krajowego Festiwalu Piosenki Polskiej w Opolu, zdobywając nagrodę publiczności i nagrodę Prezydenta Miasta Opole. Uczestniczyła w pierwszej edycji programu Bitwa na głosy (2011) i drugiej edycji programu The Voice of Poland (2013).
W latach 2011–2013 była wokalistką zespołu Ich Troje, z którym m.in. wystąpiła na 10. Sopot TOPtrendy Festiwalu w 2012. Od marca 2022 jest wokalistką projektu muzycznego Darek Kozakiewicz LIVE.
W latach 2013–2017 była wykładowczynią w klasie wokalnej Wrocławskich Warsztatów Muzycznych Wojtka Pilichowskiego. Od 2015 uczy śpiewu w Muzycznej Owczarni w Jaworkach. W latach 2019–2023 była także wykładowczynią na Ogólnopolskich Warsztatach Muzyki Rozrywkowej „Przystanek Muzyka”.

## Nagrody i wyróżnienia
- 2015: Karolinka – Nagroda im. Anny Jantar za zwycięstwo w SuperDebiutach podczas 52. KFPP w Opolu[7]
- 2018: Grand Prix – Festiwal Piosenki Włoskiej „Volare 2018” – Kraków[8]
- 2018: I nagroda – Festiwal „Uciekaj moje serce. Piosenki Agnieszki Osieckiej” – Rudno 2018[9]
- 2015: I nagroda – Festiwal „CO BYŁO NIE WRÓCI. PAMIĘCI BUŁATA OKUDŻAWY” – Rudno 2015
- 2015: Finalistka Konkursu Aktorskiej Interpretacji Piosenki – Nagroda Specjalna za najlepsze wykonanie premierowej piosenki polskiej lub innej piosenki poleskiej – „36 Przegląd Piosenki Aktorskiej” – Wrocław[10]
- 2015: wyróżnienie – VII Festiwal Piosenki Literackiej im. Łucji Prus „W żółtych płomieniach liści...” – Białystok[11]
- 2015: wyróżnienie za najlepsze wykonanie piosenki z filmu zagranicznego – VI Festiwal Piosenki i Ballady Filmowej – Toruń[12]
- 2015: wyróżnienie – 8. Festiwal im. Kaliny Jędrusik – Częstochowa[13]
- 2014: II nagroda – XVIII Giełda Piosenki Poetyckiej „Wieczorne Nastroje” – Kwidzyn
- 2014: II nagroda – 50.Studencki Festiwal Piosenki – Kraków[14]
- 2014: II nagroda – VI Festiwal Piosenki Literackiej im. Łucji Prus „W żółtych płomieniach liści” – Białystok[15]
- 2014: I nagroda – XII Festiwal Muzyki Rozrywkowej im. Bogusława Klimczuka – Kozienice[16]
- 2014: I nagroda – Festiwal „Wszystko dla Twej miłości. Pamięci Marka Grechuty” – Rudno[17]
- 2014: I nagroda – Złoty Prysznic – XXI Ogólnopolski Turniej Śpiewających Poezję „ŁAŹNIA” – Radom[18]
- 2014: I nagroda – Złoty Gryf Gorlicki – XX Poetycko Muzyczna Bitwa pod Gorlicami – Gorlice[19]
- 2014: I nagroda – 7 FOPA – Ślesin[20]
- 2013: Wyróżnienie – Festiwal Twórczości KOROWÓD – Kraków[21]
- 2013: II nagroda – GRECHUTA FESTIWAL 2013 im. Marka Grechuty – Kraków[22]
- 2013: III nagroda – X Festiwal Piosenki Poetyckiej im. Jacka Kaczmarskiego „NADZIEJA” – Kołobrzeg[23]
- 2012: III nagroda – 29 Maraton Piosenki Osobistej – „Nocne Śpiewanie” – Świecie[24]
- 2011: I nagroda – IX Edycja Ogólnopolskich Spotkań Śpiewających Poezję „Recital” – Siedlce[25]
- 2010: Wyróżnienie – 46 Studencki Festiwal Piosenki – Kraków[26]
- 2010: II nagroda – XIII Edycja Konkursu „Pamiętajmy o Osieckiej” – Warszawa/Sopot[27]
- 2010: Wyróżnienie – V Ogólnopolski Festiwal „Poetycka Dolina” – Warszawa[28]
- 2010: Laureatka Statuetki Księżycowej – „Najlepsi z najlepszych”, XIV Noce Elbląskie, Festiwal Piosenki Wartościowej – Elbląg[29]
- 2010: Grand Prix – XXXVII Spotkań Zamkowych „Śpiewajmy Poezję” – Nagroda Główna im. Agnieszki Osieckiej – Olsztyn[30]
- 2010: Grand Prix – X Ogólnopolski Festiwal Piosenki Artystycznej „O Złote Koło Młyńskie” – Stargard Szczeciński[31]
- 2010: I nagroda – XIV Turniej Krajowy Ogólnopolskiego Festiwalu Piosenki Artystycznej – Rybnik[32]
- 2010: Nagroda Główna – „Śpiewaj z Gwiazdami” wspólny występ z Renatą Przemyk, Centralny Basen Artystyczny, Warszawa[33]
- 2009: I nagroda – X Ogólnopolski Konkurs Wokalistów „Mufka” – Warszawa[34]
- 2009: Super Grand Prix – XVI Ogólnopolski Festiwal Piosenki lat 60 i 70 „Powróćmy do piękna w słowie i muzyce” – Wyszków[35]
- 2007: I nagroda – V Edycja „Karaoke każdy może” – TV Toya, Łódź
- 2006: II nagroda – I Ogólnopolski Festiwal Muzyki Seweryna Krajewskiego „Interpretacje” – Brzeziny
- 2006: I nagroda – XIV Ogólnopolskie Spotkania z Piosenką „Struna” – Mszczonów
- 2005: II nagroda – I Ogólnopolski Festiwal Muzyki Seweryna Krajewskiego „Interpretacje” – Brzeziny
- 2004: I nagroda – I Ogólnopolski Festiwal Muzyki Seweryna Krajewskiego „Interpretacje” – Brzeziny

## Dyskografia

### Single
| Rok  | Tytuł                 | Pozycje na listach | Pozycje na listach | Album                     |
| Rok  | Tytuł                 | PRŁ                | PRO                | Album                     |
| ---- | --------------------- | ------------------ | ------------------ | ------------------------- |
| 2024 | „Pokochaj”            |                    |                    | Darek Kozakiewicz LIVE    |
| 2023 | „Ten Moment”          |                    |                    | Darek Kozakiewicz LIVE    |
| 2022 | „Płyń pod prąd”       |                    |                    | Darek Kozakiewicz LIVE    |
| 2022 | „Jeżeli chcesz”       |                    |                    | Justyna Panfilewicz       |
| 2022 | „Życie, hej, to ja”   |                    |                    | Tomasz Łosowski: 30-lecie |
| 2020 | „Whisper”             |                    |                    | Justyna Panfilewicz       |
| 2014 | „Chcę więcej”         | 1                  | 7                  | Justyna Panfilewicz       |
| 2014 | „Nie zatrzymasz mnie” | 1                  | 1                  | Justyna Panfilewicz       |
| 2015 | „Ciebie chcę”         | –                  | 1                  | Justyna Panfilewicz       |

### Wydawnictwa płytowe
- 2024: „Kaczmarski Lirycznie”[38]
- 2022: „VA: Jazzta meets ZATHRA” (wraz z ZATHRA; digital album)[39].
- 2021: Tomasz Łosowski Tomasz Łosowski 30-lecie – wykonanie utworu „Życie, hej, to ja!”[40]
- 2018: Znaki zodiaku Kaczmarski – Łapiński – Partyka (NCK) – wykonanie utworów: „Panna”, „Rak”[41]
- 2017: Christmas Songs By School Of Music Team[42] – wykonanie utworu „To Ty” (kolęda) muz. sł. Justyna Panfilewicz
- 2015: Errata do świata do wierszy Krzysztofa Cezarego Buszmana – Szymon Podwin (Soliton/The Orchard) – wykonanie utworu „Pieśń o czasie i dwóch prawach”[43]
- 2013: Pamiętajmy o Osieckiej – Najlepsze wykonania z konkursów 2009–2012 (Fundacja Okularnicy i Agencja Artystyczna MTJ) – wykonanie utworu „Konie”[44]
- 2011: Łzy – Bez słów... (CD 2) (Universal Music Polska) – wykonanie utworu „Twoja, ot tak”[45]

## Telewizja
- 2018: „Książka Historyczna Roku” TVP Historia – wykonanie utworu „Nie pytaj o Polskę”
- 2017: „Imieniny Pana Jana” TVP2 – wykonanie utworu „Gdzie ci mężczyźni”
- 2016: 53. KFPP w Opolu – TVP1
- 2015: 52. KFPP w Opolu – SuperDebiuty, TVP1
- 2013: The Voice of Poland, TVP2 – drużyna Patrycji Markowskiej
- 2012: 10. Sopot TOPtrendy Festiwal 2012, Polsat
- 2011: Bitwa na głosy, TVP2 – drużyna Michała Wiśniewskiego